# 1-ша армія (Болгарія)
1-ша болгарська а́рмія (болг. Първа армия) — загальновійськова армія болгарської армії часів Балканських, Першої та Другої світових війн.

## Історія
17 вересня 1912 року указом короля Фердинанда I були засновані болгарські збройні сили, які складалися з трьох польових армій. 1-ша армія була розгорнута в Софії й підпорядковувалася командиру 1-ї зони військової інспекції. Брала участь у Першій Балканській війні. 18 травня 1913 року командування 1-ї армії та 3-ї армії були об'єднані. 15 липня 1913 року армія повернулася до Софії і була демобілізована.
Вдруге активована 9 вересня 1915 року напередодні вступу Болгарського царства у Першу світову війну. До складу армії входили 1-ша піхотна Софійська дивізія, 9-та піхотна Плевенська дивізія, 8-ма піхотна Тунджанська дивізія, 6-та піхотна дивізія Бдін, 1-ша кінна бригада, 2-й кінний полк, 1-й гаубичний полк, 1-й Софійський важкий артилерійський полк, 3-й Видинський важкий артилерійський полк та армійські служби. Участь у битвах Першої світової війни на Сербському та Салонікському фронтах Балканського ТВД. 15 жовтня 1918 року армія була демобілізована в Софії.
За часів Другої світової війни 1-ша армія не залучалася до боїв із союзниками, виконуючи зобов'язання перед іншими країнами Осі щодо контролю окупованої Сербії, й діяла проти партизанського руху опору Югославії.
На початку вересня 1944 року Червона армія, що швидко наступала, досягла північного кордону Болгарії. Болгари продовжували боротьбу з партизанами у Фракії та Македонії, але також повернули свою зброю проти німців. До кінця місяця 1-ша армія, разом з 2-ю та 4-ю болгарськими арміями, вела повномасштабний бій проти німецької армії вздовж болгарсько-югославського кордону, у взаємодії з югославськими партизанами на лівому фланзі та радянськими військами праворуч.
31 грудня 1945 року 1-ша болгарська армія була остаточно демобілізована.
З 1950 року армія базується в Софії. Під час холодної війни 1-ша армія зі штаб-квартирою в Софії була реформована, в основному охоплюючи південно-західний напрямок, що протистояв грецькій армії (3-тя армія зі штаб-квартирою у Сливені протистояла турецькій армії, а 2-га армія (штаб-квартира у Пловдиві) підтримувала 1-шу та 3-тю армії). У серії реформ, які відбулися після розпуску Варшавського договору та закінчення «холодної війни», 1996 році 1-ша армія була реформована в 1-й армійський корпус, згодом у Командування «Захід».